# Sumitomo Group
Die Sumitomo Group (jap. 住友グループ, Sumitomo Gurūpu) ist eine international tätige Unternehmensgruppe und eine der größten sowie ältesten wirtschaftlichen Verbundgruppen Japans.

## Geschichte
Die wirtschaftliche Verbundgruppe, japanisch Keiretsu, ist nach ihrem Gründer Masatomo Sumitomo (1585–1652) benannt, der 1615 ein Geschäft für den Verkauf von Medikamenten und Büchern in Kyōto eröffnete.
Masatomo Sumitomos Schwager, Riemon Soga (1572–1636), der eine Kupferhütte und Schmiede betrieb, entwickelte eine neue Schmiedetechnik, das sogenannte Nanban-buki-Verfahren, bei dem Silber von rohem Kupfer getrennt werden konnte. Tomomochi Sumitomo (1607–1662), der älteste Sohn von Riemon Soga, erweiterte das Geschäft nach Osaka. Er teilte die neue Schmiedetechnik anderen Kupferhütten mit und machte somit den Namen der Sumitomo-Familie als Quelle des Nanban-buki-Verfahrens bekannt. Dies gab Sumitomo die Möglichkeit zum Aufstieg an die Spitze des Kupferbergbaus und der Raffinerien bis zum Ende des 18. Jahrhunderts. Danach kamen neue Geschäftsfelder hinzu wie Banken, Warenhäuser, elektrische Kabel und andere.
Internationale Bekanntheit erlangte Sumitomo 1993, als eine auf die Herstellung von Gehäusematerial für integrierte Schaltkreise spezialisierte Fabrik der Sumitomo-Gruppe in Flammen aufging. Innerhalb weniger Stunden stiegen z. B. die Weltmarktpreise für DRAMs um fast das Zehnfache, was international Panikkäufe und eine mehrere Monate andauernde Preiskrise in der Computer- und Halbleiterindustrie auslöste.
Noch heute handelt die Sumitomo-Gruppe nach den Regeln des Gründers, die Masatomo Sumitomo im 17. Jahrhundert definierte.

## Struktur
Zurzeit (2025) besteht die Sumitomo-Gruppe aus 33 Unternehmen.
2007 gehörte sie zu den fünf größten Unternehmensgruppen weltweit und ist Multi-Milliarden-Konzern (2017).
Sumitomo Electric Industries Ltd. (SEI) hat z. B. 390 Tochterunternehmen in über 40 Ländern und schätzungsweise über 248.000 Mitarbeiter. Bei Sumitomo Wiring Systems Ltd. (SWS) sind über 120.000 Mitarbeiter beschäftigt. Da beide Unternehmen aber durch Aktientausch ineinander verschachtelt sind, kann man nicht genau sagen, wie viele Mitarbeiter die Unternehmen wirklich haben. So gehört z. B. die Sumitomo Electric Bordnetze SE in Wolfsburg zum Teil zur SEI und zum Teil zur SWS. Die Sumitomo Electric Schrumpf-Produkte GmbH (SESP) in Norderstedt wiederum ist ein Tochterunternehmen der Sumitomo Fine Polymer Inc. (SFP), welche ihrerseits zu 100 Prozent der SEI gehört.
Mitgliedsunternehmen (Stand: 2025):

### Chemical / Chemische Industrie
- Sumitomo Chemical, Chemie
- Sumitomo Bakelite, Chemie
- Sumitomo Seika Chemicals
- Sumitomo Pharma

### Machinery / Maschinenbau
- Sumitomo Heavy Industries, Maschinen und Schiffe
- Sumitomo Construction Machinery
- Sumitomo Precision Products

### Finance and Insurance / Finanz- und Versicherungsdienstleistungen
- Sumitomo Mitsui Banking Corporation
- Sumitomo Mitsui Trust Bank, Finanzdienstleistungen
- Sumitomo Life Insurance Company, Versicherung
- Mitsui Sumitomo Insurance, Versicherung
- Sumitomo Mitsui Card
- Sumitomo Mitsui Finance and Leasing
- SMBC Nikko Securities
- Sumitomo Mitsui Auto Service

### Nonferrous Metals / Nicht-Eisen-Metalle
- Sumitomo Metal Mining, Buntmetalle
- Sumitomo Denki Kōgyō, Elektronik und elektrische Produkte

### Commerce / Handel
- Sumitomo Corporation, Handel

### Warehousing and Transportation / Lager und Transport
- The Sumitomo Warehouse

### Cement and Glass / Zement und Glas
- Nippon Sheet Glass, Glas
- Sumitomo Osaka Cement, Zement

### Construction / Bau
- Sumitomo Mitsui Construction, Bauausführung
- Sumitomo Forestry, Holz
- Sumitomo Densetsu

### Rubber Products / Gummiprodukte
- Sumitomo Rubber Industries, Reifen und Gummi
- Sumitomo Riko (ehemals Tokai Rubber Industries)

### Electronics / Elektronik
- NEC Corporation, Elektronik und elektrische Produkte

### Electric Equipment / Elektrik
- Sumitomo Wiring Systems
- Meidensha Corporation

### Services / Dienstleistungen
- The Japan Research Institute
- SCSK Corporation (ehemals: Sumisho Computer Systems)

### Real Estate / Immobilien
- Sumitomo Realty & Development, Immobilien